# Cantó d'Aigüesmortes
El cantó d'Aigüesmortes és un cantó francès del departament del Gard, a la regió d'Occitània. Està inclòs al districte de Nimes, té 3 municipis i el cap cantonal és Aigüesmortes.

## Municipis

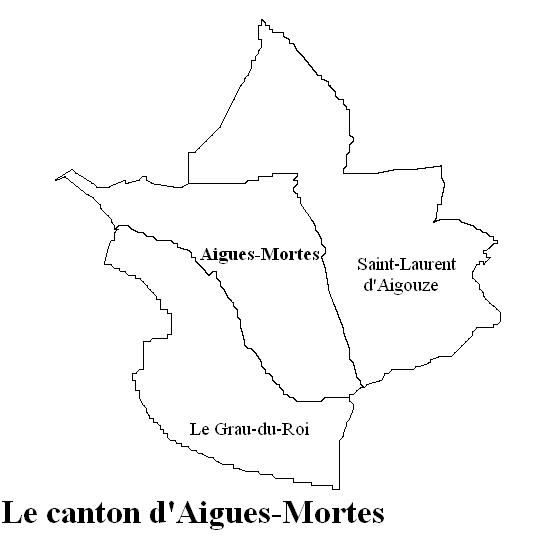
El cantó d'Aigüesmortes

- Aigüesmortes (Aigasmòrtas)
- Lo Grau dau Rèi
- Sent Laurenç de Gosa